# 김홍연
김홍연(金弘淵, 1990년 6월 12일~)은 재일 한국인 축구 선수이다. 포지션은 공격수이며, FC 코리아 소속이다.